# Gemeinschaftswarenhaus
Als Gemeinschaftswarenhaus bezeichnet man  einen warenhausartigen Verbund selbstständiger Fachgeschäfte und Dienstleistungsbetriebe in räumlicher und teilweise organisatorischer Verknüpfung, analog den Markthallen.

## Geschichte
Das Kaufhaus einiger deutscher Städte im Mittelalter war die erste Form des Gemeinschaftswarenhauses. Bekannt war besonders das 1812 abgerissene Mainzer Kaufhaus am Brand, zu dem schon 1437 bis 1444 eine Kaufhausordnung festgeschrieben wurde Im Mainzer Kaufhaus wurden die meisten Waren en gros gekauft.
Ähnliche Verkaufsformen, die Basare des frühen 19. Jahrhunderts, standen in Paris mit an der Wiege des modernen Warenhauses. Es kam auch immer wieder zu Wechseln der Organisationsform: Das Moskauer Warenhaus GUM begann beispielsweise als Gemeinschaftswarenhaus, wurde später in ein reguläres Warenhaus umgewandelt und ist heute wieder ein Einkaufszentrum. Eine ähnliche Entwicklung nahm das Wiener Warenhaus Stafa.
Das klassische Gemeinschaftswarenhaus hat in Deutschland kaum Bedeutung mehr. Angesichts der im letzten Drittel des 20. Jahrhunderts aufgetretenen Krise der Warenhäuser kommt es heute allerdings heute vermehrt zur Einmietung in größere Fachmärkte zur Abdeckung spezialisierter Warenbereiche und zur Annäherung an die moderne Distributionsform des Einkaufszentrums.

## Verweise
1. ↑  regionalgeschichte.net/rheinhessen über die Mainzer Kaufhausordnung. Zitat: „Auch die Gebühren für die Benutzung der Waagen, für die Lagerung der Waren und die Organisation innerhalb des Kaufhauses wurden festgelegt. Mainzer Händler hatten bei vielen Waren weniger Gebühren zu bezahlen als Auswärtige.“ [Kapitel aus „Das Kaufhaus am Brand“ derselben Website] Demnach waren in dem Haus Verkaufsstellen in- und auswärtiger Händler wie bis heute in einem guten Gemeinschaftswarenhaus. Die mittelalterlichen Kaufhäuser sind nicht zu verwechseln mit dem modernen Kaufhaus.